# Jihočeský krajský přebor 1978/1979
V soubojích fotbalového Jihočeského krajského přeboru 1978/79 se utkalo 14 týmů dvoukolovým systémem podzim - jaro. Tento ročník skončil v červnu 1979. 

## Výsledná tabulka
Zdroj: 
| Poř. | Tým                           | Z  | V  | R  | P  | VG | OG | B  |
| ---- | ----------------------------- | -- | -- | -- | -- | -- | -- | -- |
| 1.   | TJ Spartak Písek              | 26 | 17 | 4  | 5  | 58 | 21 | 38 |
| 2.   | TJ Fezko Strakonice           | 26 | 15 | 7  | 4  | 53 | 24 | 37 |
| 3.   | TJ Tatran Lomnice nad Lužnicí | 26 | 11 | 11 | 4  | 40 | 34 | 33 |
| 4.   | TJ Škoda České Budějovice     | 26 | 9  | 9  | 8  | 34 | 24 | 27 |
| 5.   | TJ Jiskra Chlum u Třeboně     | 26 | 10 | 7  | 9  | 50 | 56 | 27 |
| 6.   | TJ Jiskra Humpolec            | 26 | 11 | 4  | 11 | 34 | 38 | 26 |
| 7.   | TJ IGLA České Budějovice      | 26 | 9  | 6  | 11 | 35 | 38 | 24 |
| 8.   | TJ Jiskra Dříteň              | 26 | 8  | 8  | 10 | 25 | 34 | 24 |
| 9.   | TJ Hluboká nad Vltavou        | 26 | 7  | 8  | 11 | 25 | 34 | 22 |
| 10.  | TJ Volyně                     | 26 | 7  | 8  | 11 | 31 | 41 | 22 |
| 11.  | TJ Protivín                   | 25 | 8  | 6  | 12 | 27 | 40 | 22 |
| 12.  | VTJ Dukla Jindřichův Hradec   | 26 | 7  | 7  | 12 | 33 | 35 | 21 |
| 13.  | TJ RH Volary                  | 25 | 5  | 10 | 10 | 29 | 45 | 20 |
| 14.  | TJ Šumavan Vimperk            | 25 | 8  | 3  | 14 | 39 | 48 | 19 |

Poznámky:
- Z = Odehrané zápasy; V = Vítězství; R = Remízy; P = Prohry; VG = Vstřelené góly; OG = Obdržené góly; B = Body

|  | Postup do Divize A 1979/80             |
|  | Sestup do příslušné I. A třídy 1979/80 |